# Bomba und der tote Vulkan
Bomba und der tote Vulkan ist ein US-amerikanischer Abenteuerfilm aus dem Jahr 1950 von Ford Beebe. Produziert von Monogram ist er der dritte Film der 12-teiligen Reihe von Dschungelfilmen, basierend auf der Buchreihe Bomba, der Dschungelboy von Roy Rockwood.

## Handlung
Bomba lässt die eingefangenen Tiere des Zoologen Paul Gordon aus ihren Bambuskäfigen frei. Die Eingeborenen erzählen Paul, dass es Bomba war, doch Paul hält den Jungen aus dem Dschungel für eine Legende. Später hört er, wie sein junger Sohn David über seine Freundschaft mit Bomba spricht. Paul besteht darauf, dass David seinen Freund der Familie vorstellt, ansonsten dürfe er ihn nicht mehr treffen.
Die Dienerin Nona ist die Einzige, die David glaubt. Als der Junge in den Dschungel geht, folgt sie ihm. David ruft Bomba mit Vogellauten, dann zieht er sich aus. Er trägt, wie Bomba, einen Lendenschurz und schwingt mit seinem Freund von Liane zu Liane. Zur gleichen Zeit erhalten Paul und seine Frau Ruth Besuch von Dr. Langley, der in Begleitung seiner Führer Higgins und Barton ist. Langley informiert Paul, das seismologische Aufnahmen auf einen großen Vulkan in dieser Gegend schließen lassen. Er will mit Paul eine Expedition zu diesem „toten Vulkan“ machen, bei dem er zudem die Ruinen einer untergegangenen Stadt vermutet. Paul lehnt ab, da er mit Ruth beschlossen hat, in die Zivilisation zurückzukehren.
David erzählt Bomba von der Forderung seines Vaters. Bomba weigert sich, Paul zu treffen, der Tiere in Käfige sperrt. Die beiden Freunde verabschieden sich, David deponiert den Lendenschurz und ein Messer. Bomba begegnet Nona und lässt sie Davids Sachen mitnehmen. David kommt ins Lager zurück, als Nona das Messer präsentiert. Das Messer ist aus Gold und mit Smaragden verziert. David erklärt, dass Bomba das Messer in den Bergen gefunden hat. Er hat David auch den Fundort gezeigt, der hat versprechen müssen, das Geheimnis zu wahren. Langley versucht erneut, Paul von der Expedition zu überzeugen. Erst als Higgins und Barton versprechen, David in der nächsten Stadt zur Schule zu bringen, willigt er ein.
David und Nona verlassen das Lager mit Higgins und Barton. Die beiden planen, den Jungen zu zwingen, sie zum Fundort zu bringen. Bomba sitzt auf einem Baum und hört den Jeep näherkommen. Dann springt Nona aus dem Wagen und rennt weg. Bomba holt sie ein und schickt sie zum Lager, um Hilfe zu holen. Die Gordons, Langley und Nona machen sich sofort auf die Suche nach David.
Als die Entführer schlafen, befreit Bomba David und verschwindet mit ihm im Dschungel. Als sie erwachen, verfolgen Higgins und Barton die Jungen. Sie können Bomba ergreifen und fesseln. Barton holt den Jeep und lässt Higgins die Jungen bewachen. Ein Python greift Higgins an, Bomba kann sich befreien und wieder mit David flüchten. David schlägt vor, den Entführern durch den Fluss zu entkommen, doch der Plan scheitert an einem Krokodil. Während Bomba mit dem Tier kämpft, wird David von Higgins und Barton geschnappt.
Die Suchgruppe um Paul erreicht den Fluss und wird von den Entführern unter Feuer genommen. Langley stirbt, Paul wird angeschossen. Higgins und Barton können mit David entkommen, der sie zum toten Vulkan führt. Bomba schließt zu dem Trio auf und führt die Männer zum ausbrechenden Vulkan. Die Entführer finden auf einem Bergkamm einen großen Schatz. Barton stopft sich die Taschen mit Juwelen voll, wird dann von einer Schuttlawine mitgerissen. Paul, Ruth und Nona erreichen den Bergkamm. Higgins greift nach Pauls Gewehr, kommt ins Straucheln und stürzt genau in den Weg der abfließenden Lava. David ist nun wieder mit seiner Familie vereint. Bomba verabschiedet sich von den Gordons und verspricht, sie bald zu besuchen.

## Hintergrund
Gedreht wurde der Film von Anfang bis Mitte Mai 1950 im Los Angeles County Arboretum and Botanic Garden.
Die Titelrolle des Bomba spielte wie in allen anderen Teilen Johnny Sheffield, der zuvor in acht Tarzan-Filmen an der Seite von Johnny Weissmüller dessen Adoptivsohn Boy darstellte.

## Veröffentlichung
Die Premiere des Films fand am 25. Juni 1950 statt. In der Bundesrepublik Deutschland kam er am 28. November 1958 in die Kinos.

## Kritiken
Das Lexikon des internationalen Films schrieb: „Schlichte Filmunterhaltung.“
Der Kritiker des TV Guide sah einen Film mit gutem Tempo in Regie und Drehbuch.